# Senaat (Gabon)

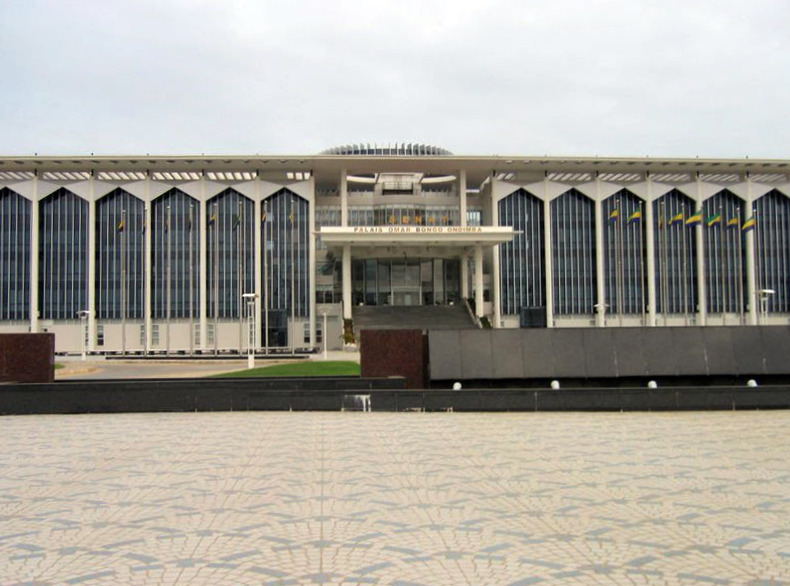
De Senaat in Libreville

De Senaat (Frans: Sénat) is het hogerhuis van het parlement van de Republiek Gabon. De Senaat telt 102 leden, gekozen voor een termijn van zes jaar door lokale- en departementsraadsleden. 
Tot 1997 kende Gabon een eenkamerparlement. De eerste voorzitter van de Senaat was Georges Rawiri (1932-2006), een vertrouweling van de toenmalige president Omar Bongo en een prominent lid van de dominerende Parti démocratique gabonais (PDG). Hij bekleedde het voorzitterschap van 1997 tot zijn overlijden in 2006. De huidige voorzitter (sinds 2015) is mevrouw Lucie Milebou-Aubusson (PDG). 
Van de 102 zetels zijn er 81 van hen in handen van de Parti démocratique gabonais (PDG).

## Lijst van voorzitters van de Senaat
- 1991 - 2006 : Georges Rawiri
- 2006 - 2009 : René Radembino Coniquet
- 2009 - 2015 : Rose Rogombé
- 2015 - heden: Lucie Milebou-Aubusson